# Турбессель
Турбессель (сир. Tel Bshir[уточнить], араб. Tell Bāshir‎ или Tel-Basheir[уточнить], арм. Թլպաշար, фр. Turbessel,  тур. Tilbeşar) — крепость и древний город на юго-востоке Турции. Турбессель расположен между деревнями Белорен, Гюндоган и Еникёй в районе Огузели в провинции Газиантеп. В 12 километрах к югу от города Огузели и в 28 км к юго-востоку от Газиантепа, в долине реки Саджур, богатой многочисленными археологическими памятниками, притока правого берега Евфрата, в которую он впадает в Сирии. Эта долина является естественным маршрутом из Верхней Месопотамии на Анатолийское плато, что делает расположение Турбесселя стратегически важным.

## История

### Древность
Участок, где находился город представляет собой телль высотой 40 метров на берегу реки Саджур. Это место было заселено в эпоху неолита с начала 3-го тысячелетия до нашей эры до конца XVII века до нашей эры, после чего было заброшено. Город был расположен в 50 км к западу от Карчемиша, здесь было найдено множество археологических находок различных эпох, которые имеют важную ценность в демонстрации быта жизни человека на протяжении веков.
К 2600 году до нашей эры площадь этого участка составляла около 56 гектаров. Здесь были захоронения, свидетельствующие о возникновении элитного класса. К 2450 г. до н.э. это был плановый город. В промежуточный период город подвергся сильным разрушениям, но никогда не был заброшен. В средний бронзовый век город был перестроен в меньшем масштабе. В это же время в городе велись крупные строительные работы.

### Средневековье
Хотя это место было занято с бронзового века, форт приобрел важное значение во времена Восточной Римской империи и перешёл под контроль местной армянской знати в конце XI века. Во время первого крестового похода, Балдуин I завоевал город зимой в 1097 году оставив гарнизон из армянских солдат, и впоследствии он стал частью Эдесского графства. Город вновь приобрёл важное значение в XI и XII веках. Это был один из основных оплотов франкских графов, таких как Жослена I.
После смерти Готфрида Бульонского в 1100 году, Балдуин I стал королём Иерусалима и передал Эдесское графство своему двоюродному брату Балдуину де Буру. Его двоюродный брат Жослен присоединился к нему в 1101 году, ему было поручено управлением графством и он стал известен под именем Жослен I Эдесский.
В октябре 1108 года недалеко от Турбесселя, Танкред Тарентский, с 1500 франкскими рыцарями и пехотинцами, а также 600-ми турецкими всадниками, посланными эмиром Алеппо Ридваном, столкнулись с армией Балдуина де Бура и 2000 воинами союзного ему атабега Мосула Джавали Сакава. В результате битвы Танкред и его турецкие союзники одержали победу, а проигравшие отступили и укрылись в крепости Турбесселя.
Начиная с 1110 года атабег Мосула Мавдуд ибн Алтунтегин возобновил наступление на франков и напал на графство Эдесса. Мавдуд последовательно пытался осадить Эдессу, а затем Турбессель, но безрезультатно — под Турбесселем Жослену Эдесскому удалось сделать вылазку, заставшую в расплох арьергард армии атабега, тем самым вынудив его снять осаду и отступить.
После захвата Эдессы атабегом Имадеддином Занги в конце 1144 года, Турбессель стал столицей того, что осталось от графства. После смерти Имадеддина в 1146 году граф Жослен II безуспешно пытался вернуть контроль над Эдессой, а в 1150 году остатки графства, включая Турбессель, были проданы византийскому императору Мануилу I Комнину. Через год, в 1151 году, Турбессель был захвачен Нур ад-Дином, сыном Имадеддина Занги.